# Melody～SOUNDS REAL～
「melody～SOUNDS REAL～」為絢香於2006年5月10日之2nd單曲。

## 解說
打著「首次巡迴記念盤」之名，5萬張完全生產限定盤作品。B面曲「blue days」後來作為富士電視台連續劇「戀愛維他命」插入曲。（主題歌為3rd單曲「Real voice」）

## 曲目
1. melody
作詞：絢香/作曲：西尾芳彥
2. blue days
作詞：絢香/作曲：西尾芳彥
3. melody - Live Version
4. Sha la la - Live Version
作詞：絢香/作曲：西尾芳彥、絢香
5. blue days - Live Version

## 收錄專輯
- First Message（#1,#2以及#4的普通音源）
- ayaka's History 2006-2009（#1（Disc1）,#2（Disc2））